# Colima (vulkán)
A Colima (más néven Volcán de Fuego, azaz Tűzvulkán), mely a mexikói Colima és Jalisco államok határán emelkedik, Mexikó egyik legaktívabb tűzhányója. Magassága 3820 méter. A hegy potenciális veszélyessége miatt szerepel a Decade Volcanoes listáján.

## Elhelyezkedés
Maga a Colima vulkán egy kétcsúcsú együttes délebbi csúcsa. Tőle északra 5,6 km-re emelkedik a Nevado de Colima, mely mintegy 500 méterrel magasabb, szintén rétegvulkán, de már nem aktív. A két hegy a Vulkáni-kereszthegység nyugati részén, Mexikó csendes-óceáni partjától 80 km távolságban található, a Volcán de Fuego Colima és Jalisco államok határán, a Nevado de Colima Jalisco belsejében.

## Kitörései
A 16. század óta vannak adataink rendszeres kitörésekről, az elsőt 1576-ból jegyezték fel, ez szeizmikus mozgásokat is okozott. 1606-ban két, hamufelhőt kibocsátó kitörése is volt, ezek a felhők 50 km-nél is messzebbre elszálltak és hamuesőt okoztak. 1611-ben szintén kétszer is robbanásszerűen tört ki a tűzhányó (áprilisban és októberben), nagy mennyiségű hamut, homokot és salakot, lávát kibocsátva. 1613-ban egy egész sorozat kisebb kitörése volt, majd 1622-ben akkora hamuesőt idézett elő, amely még a 400 km-re fekvő Zacatecas városáig is elért, 1690-ben pedig szintén igen erőteljes kitörés következett be. 1769-ben a fényjelenségeket Colima városában is észlelték, 1770. március 10-én pedig nagy lávafolyamokat bocsátott ki magából. A 19. század legnagyobb kitörése 1818. február 15-én történt, de az 1869. június 12-i sem volt jelentéktelen. Ez volt a tűzhányó történetének első jól dokumentált kitörése. 1872-ben a hegy északkeleti oldalán található parazitakráter, a Volcanitóból emelkedett füstoszlop és folyt láva.
Az egyik eddigi legnagyobb kitörés 1913-ban következett be, ekkor a hegy csúcsa elpusztult és egy meredek falú, ma mintegy 300 méter átmérőjű krátere keletkezett, mely később lassan jórészt betemetődött. A kitörés során keletkező hamufelhő még a 700 km-re fekvő, Coahuila államban található Saltillóban is hamuesőt okozott. A 20. század második felében több lávaölmléses kitöréssel járó időszak is volt: 1961–1962-ben, 1975–1976-ban és 1981–1982-ben. Az első alkalmával a láva mintegy 1000 méter tett meg az északi oldalon, másodszor a Volcanitónál kétfelé ágazva a déli ág 2500 métert ért el (60 nap alatt), harmadszor ugyancsak 1000 méterig jutott. 1987-ben egy 500–1000 méter magasságú gombafelhő emelkedett ki a kráterből. 1991-ben és 1994-ben újabb kitörések következtek, ez utóbbi robbanással és hamuesővel is járt. 1998. november 21-én az előtte egyre növekvő új kúp megtöltötte a krátert, és 90 km/h-s piroklaszt árt és 2300 méterre elérő lávafolyamot indított el, 1999-ben pedig robbanásos kitörési időszak következett, a legnagyobb robbanás február 10-én történt. 2001 és 2003 között is aktivizálódott a vulkán, majd 2013. január 29-én bocsátott ki magából hamufelhőt, mely 4 közeli falut is belepett. 2017. január 18-án két kilométer magasra szálló füstoszlopot bocsátott ki, amely Jalisco állam Zapotlán el Grande községében hamuesőt okozott.

## Megmászása
A hegyre igen nehéz és veszélyes feljutni, még akkor is, amikor a tűzhányó éppen nem aktív. Lent a sűrű növényzet (őserdő, kaktuszok) és a mérgező csípésű állatok, feljebb a laza vagy sok helyütt járhatatlan talaj okoz nehézséget és a kiszáradás veszélye is fennáll. A terület veszélyeiről és az arra való felkészülésről a Colimai Egyetem vulkánmegfigyelő obszervatóriuma állított össze egy hasznos honlapot.